# Treffieux
Treffieux is een gemeente in het Franse departement Loire-Atlantique (regio Pays de la Loire). De plaats maakt deel uit van het arrondissement Châteaubriant-Ancenis. Treffieux telde op 1 januari 2022 976 inwoners.

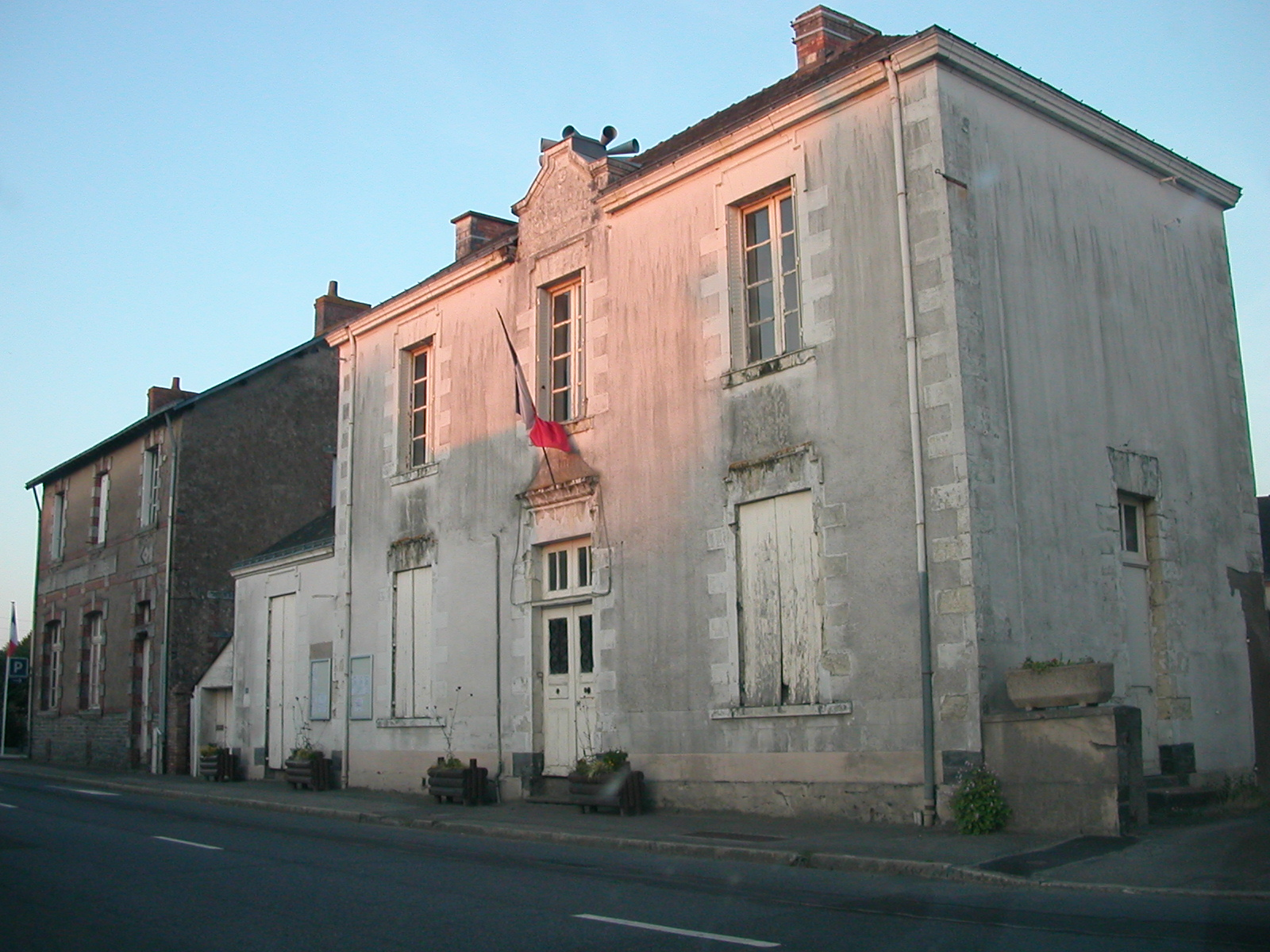
Gemeentehuis
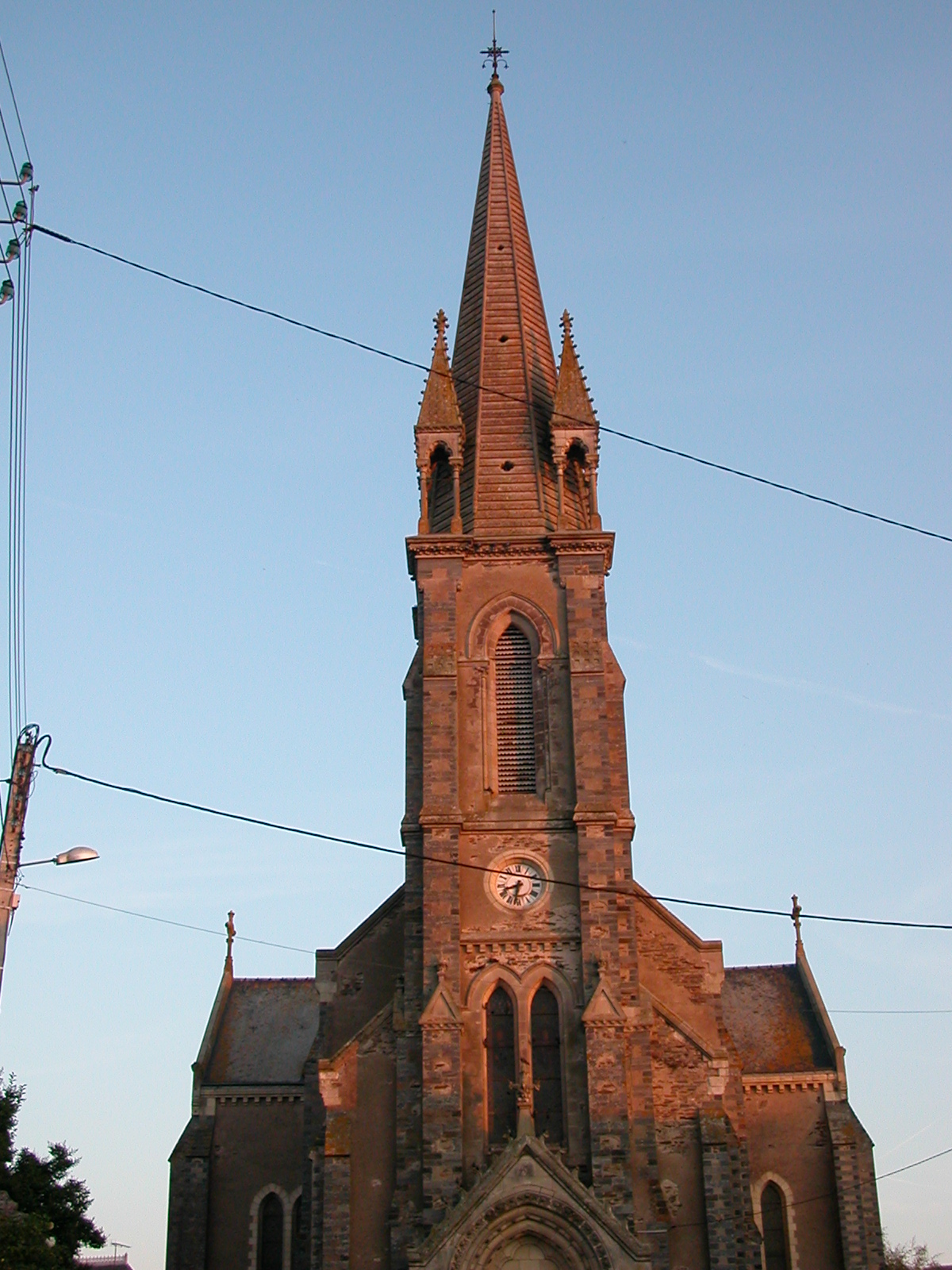
Kerk in Treffieux

## Geografie
De oppervlakte van Treffieux bedroeg op 1 januari 2022 19,12 vierkante kilometer; de bevolkingsdichtheid was toen 51 inwoners per km².

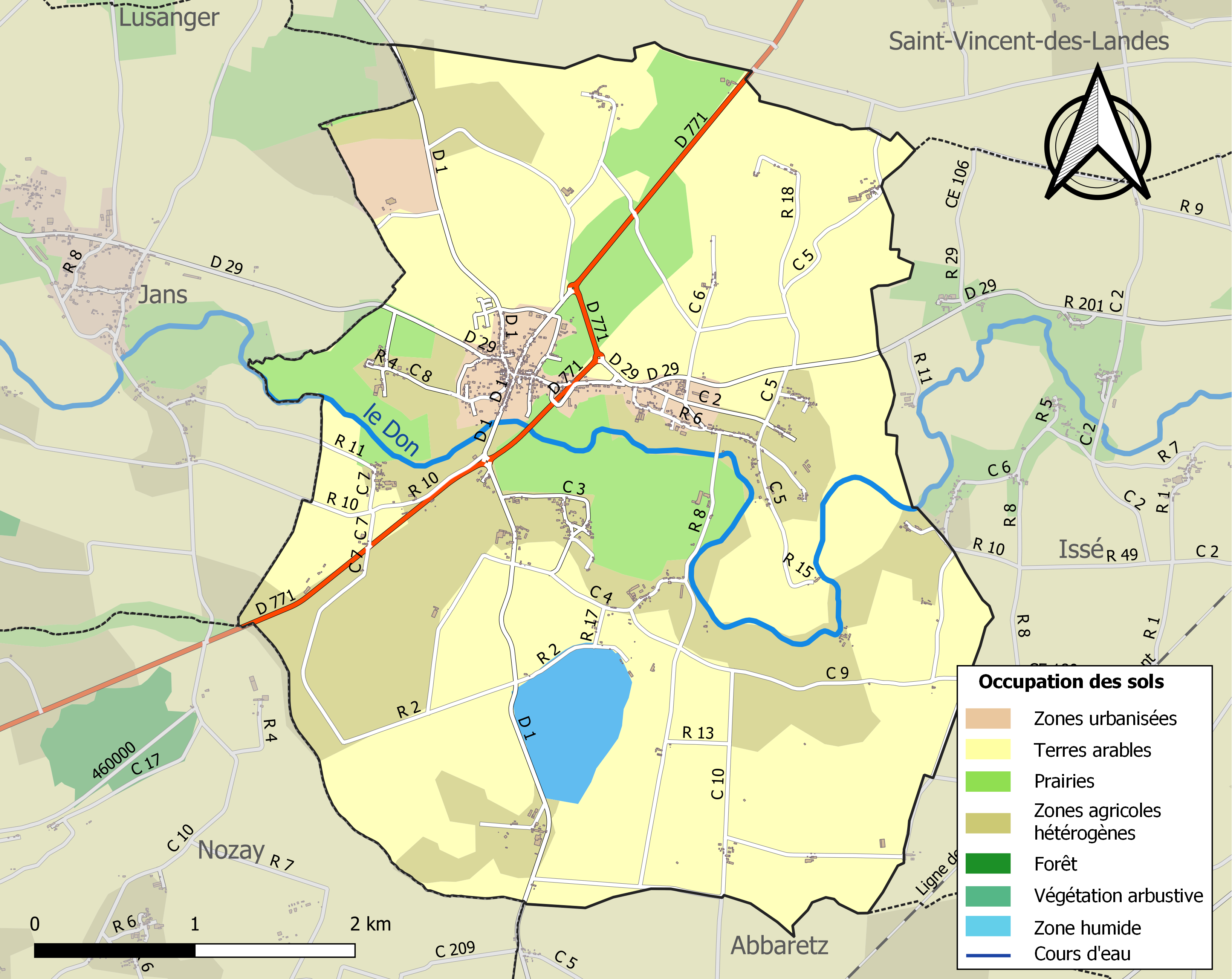
Kaart van de gemeente met de belangrijkste infrastructuur, bodemgebruik en omliggende gemeenten

## Demografie
Onderstaande figuur toont het verloop van het inwonertal (bron: INSEE-tellingen).